# Boureima Ouattara
Boureima Ouattara (13 gennaio 1984) è un ex calciatore burkinabé, di ruolo difensore.

## Carriera

### Club
Ouattara cominciò la carriera in patria, con la maglia dello ASF Bobo. Passò poi ai norvegesi dello Strømsgodset, per cui esordì in 1. divisjon il 4 maggio 2003, quando fu titolare nel pareggio per 1-1 sul campo dello HamKam. Il 9 maggio 2004 segnò le prime reti in campionato, con una doppietta nel successo per 4-3 sullo Skeid.
Tornò poi allo ASF Bobo ed in seguito vestì la maglia del Bastia.

### Nazionale
Ha partecipato ai Mondiali Under-20 del 2003.
Ouattara giocò 9 partite per il Burkina Faso. Partecipò, con la sua Nazionale, alla Coppa d'Africa 2002.